# Erika Buenfil
Teresa de Jesús Buenfil López (née le 23 novembre 1963 à Monterrey) est une actrice mexicaine.

## Télévision

### Telenovelas
En Televisa
- 1996 : Marisol : Marisol Garcés del Valle
- 1997 : El alma no tiene color : Diana Alcántara
- 1999 : Tres mujeres : Bárbara Uriarte de Espinoza
- 2000-2001 : Carita de ángel : Policarpia Zambrano
- 2002 : Así son ellas : Dalia Marcelín
- 2004 : Amarte es mi pecado : Gisela López Monfort
- 2004 : Corazones al límite : Pilar de la Reguera
- 2006 : Duelo de pasiones : Soledad Montellano
- 2007 : Amor sin maquillaje : Laura
- 2007 : Tormenta en el paraíso : Patsy Sandoval
- 2008-09 : Mañana es para siempre : Montserrat Rivera de Elizalde
- 2009-10 : Amour océan (Mar de amor) : Casilda de Briceño
- 2010-11 : Le Triomphe de l'amour (Triunfo del Amor) : Antonieta Orozco
- 2012-13 : Amores verdaderos : Victoria Balvanera
- 2014 : La gata : Fela (La loca) / Fernanda Bravo del Castillo de la Santacruz
- 2020 : Selena : La série : Cristina Saralegui